# توم هايز (سياسي)
توم هايز (بالإنجليزية: Tom Hayes) هو سياسي أسترالي، ولد في 22 فبراير 1890 في أرارات في أستراليا، وتوفي في 19 فبراير 1967 في أستراليا. حزبياً، نشط في حزب العمال الأسترالي. وقد انتخب عضو الجمعية التشريعية فيكتوريا.